# 中間法人
中間法人（ちゅうかんほうじん）とは、営利も公益も目的としない法人。
なお、特に中間法人法に基づいて設立されていた法人については#中間法人法における中間法人を参照。

## 意義
営利法人とは物質的利益を法人の構成員に分配することが認められている法人をいい、それ以外の法人は非営利法人という。例えばドイツでは営利を目的とするか営利を目的としないかで法人を二種類に分けて規律している。
ところが日本で明治時代に制定された民法では法人を営利法人と公益法人に分けていた。しかし営利性の有無と公益性の有無は本来次元の異なるものであり、事業の目的は非営利だが公益とは言えないような法人も存在しておりこれらを中間法人と呼ぶ。

## 法人格の取得

### 問題点
日本では明治時代に制定された民法が公益法人と営利法人に分け、さらに営利を目的としないもののうち公益に関するものだけが社団法人として法人格を取得できるとしていたため、営利を目的としないがもっぱら構成員の利益を図ることを目的として設立される団体（同窓会やクラブなど）は法人格を取得できなかった。
愛好会、同窓会、マンション管理組合など、営利と公益のいずれも目的としない社団は、特別法がある場合（労働組合法や各種の協同組合法など）を除いて法人格を取得する道がなく、任意団体（権利能力なき社団）としてしか存在できなかった。そのため、任意団体の持つ土地、建物等の資産の名義が代表者など個人のものとなっていて、名義人の個人資産との混同や名義人が死亡した際の相続の混乱、名義人が横領する可能性など、多くの問題があった。

### 中間法人法における中間法人
この問題を改善するため、2002年に中間法人法が制定された。
「中間法人」は中間法人法（平成13年法律第49号）に基づいて設立された法人の名称でもある。法人の構成員（社員）に共通する利益を図ることを目的とし、かつ、剰余金を社員に分配すること（営利）を目的としない（同法第2条第1項第1号）。同法第2章第1節の規定による有限責任中間法人と、第3章第1節の規定による無限責任中間法人の2つがあった。
中間法人法の制定により、それまで法人格をもてなかった中間的社団にも法人格を取得する道を開いた。この法律は一般法で、営利すなわち構成員への利益分配（株式会社における株主への配当）はできないものの、会社と同様にあらゆる事業をおこなうことが可能となった。
もっとも、実際に登記された中間法人の内訳を見た場合、立法者が本来想定していたであろう「同窓会」や「管理組合」はあまり多くなく、業界団体や、証券化における資産保有SPCの親法人としての利用が多かった。

### 一般社団法人への移行
さらに2006年には一般社団法人及び一般財団法人に関する法律が制定された。同時に一般社団法人及び一般財団法人に関する法律及び公益社団法人及び公益財団法人の認定等に関する法律の施行に伴う関係法律の整備等に関する法律（整備法） が制定された（公益法人制度改革）。
平成20年(2008年)12月1日に施行された整備法の規定により、中間法人法は廃止され、これまでに設立された中間法人は一般社団法人に移行することになった。
- 有限責任中間法人 - 設立に際し、最低300万円以上の基金を必要とする。基金の拠出者は、法人の債務に関して対外的な責任を負わない。
公益法人制度改革3法施行後（平成20年12月以降）は、有限責任中間法人は一般社団法人とみなされるが、施行日を含む事業年度が終了した後（最長で平成21年11月末で終了する事業年度、一般的に多いとされる三月決算法人は平成21年3月末の事業年度終了後）、最初に招集される定時社員総会の終結の時までに、その名称に「一般社団法人」という文字を使用する旨の定款の変更を行う必要がある。
- 無限責任中間法人 - 設立に際し、最低基金総額の制限は無い。設立の際に社員として登記されたものは、無限責任中間法人の債務に対して、法人と連帯して債権者に責任を負う事となる。形態としては、合資会社・合名会社の無限責任社員と同等である。
公益法人制度改革3法施行後（平成20年12月以降）に、無限責任中間法人は平成21年11月までに一般社団法人に移行しなければならなくなった。なお、無限責任中間法人は、平成20年12月以降は特例無限責任中間法人とみなされ（ただし、表記上は無限責任中間法人のまま）、平成21年11月までに総社員の合意、定款の改定、債権者保護措置、移行の登記を行うことにより、一般社団法人に移行することができた。平成21年11月の期限までに、一般社団法人設立登記の申請をしなかった場合は、その特例無限責任中間法人は解散したものとみなされ、清算手続きに移行する（関係法律整備法37条）。

銀行振込で使う略称はいずれも「チユウ」。